# 夏の日の2006 -based on 1993-
『夏の日の2006 -based on 1993-』（なつのひの2006 ベイスト オン 1993）とは、日本のロックバンド、rockwellの楽曲である。また、classの「夏の日の1993」のカバー曲である。

## 「夏の日の1993」からの変化
曲の冒頭からヴォーカルで始まるようになった。また、最後の方にもちょっとした変化がある。

## その他
- 似た曲名にDDTの「夏の日の2006」があるが、こちらは完全新規作成曲であるため、旋律や歌詞などの点で何の関係も無い。
- rockwellのデビュー曲である。